# Idolomantis diabolica
Idolomantis diabolica, диявольський квітковий богомол, іноді також бісова квітка — єдиний вид богомолів роду Idolomantis родини Емпузові (Empusidae). Це один з найбільших видів богомолів. У природі поширений у Східній Африці, популярний серед тераріумістів як домашній улюбленець.

## Опис
Довжина тіла у самок часом досягає 14 см, у самців — 11 см. У обох статей добре розвинені крила, розмах яких у деяких особин доходить до 16 см. Складені крила закривають кінець черевця.
Забарвлення тіла чортової квітки варіює від зеленого до світло-коричневого. Личинки зазвичай темно-коричневого або навіть чорного кольору. Забарвлення разом з шипами, виростами тіла, голови та ніг створює гарне маскування, що робить богомола непомітним серед рослинності.

## Спосіб життя
Способом життя ці богомоли зобов'язані своєму природному камуфляжу. З одного боку він дозволяє комахам спокійно вичікувати у засідці здобич, яка наближається досить близько, не помічаючи хижака, зводячи його витрати енергії до мінімуму. З іншого боку маскування — відмінний засіб захисту від хижаків.

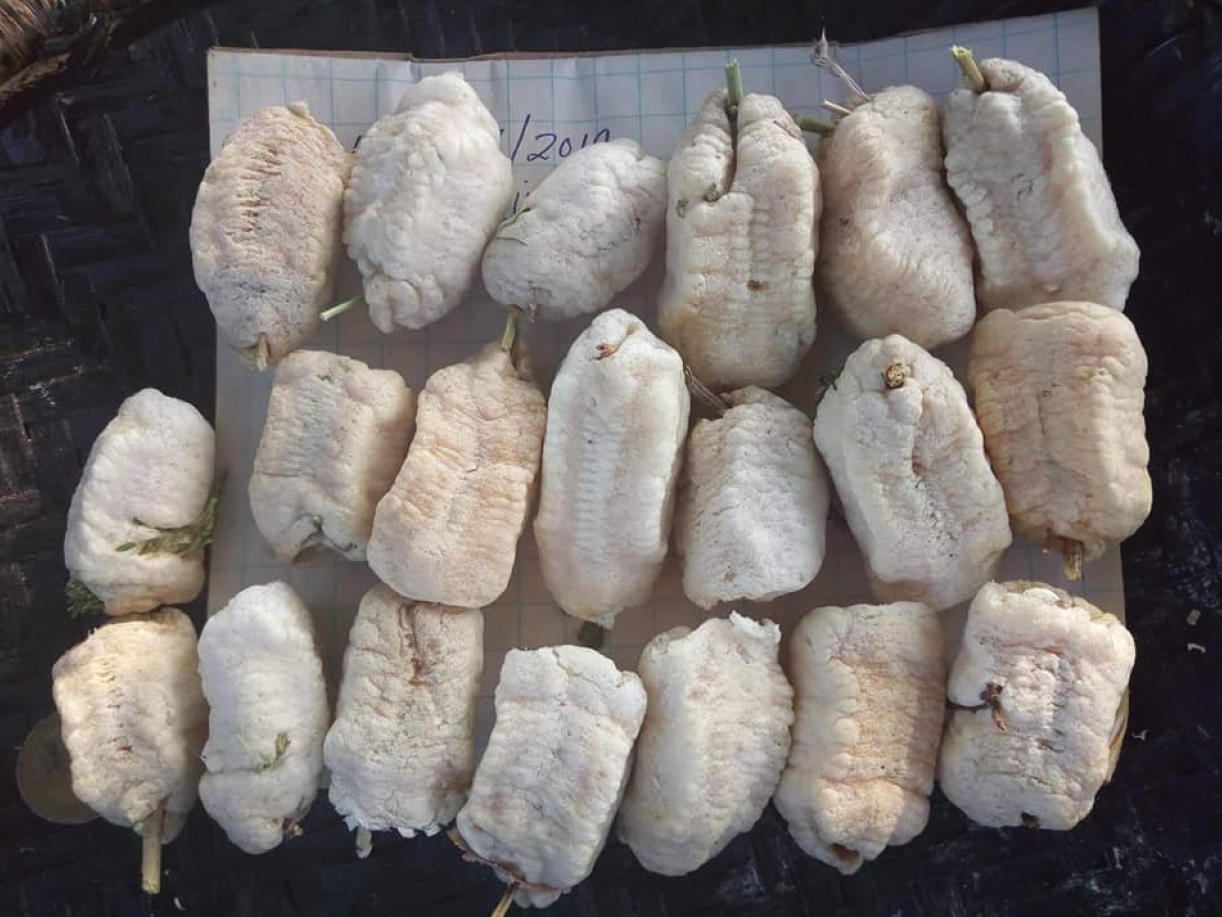
Оотеки Idolomantis diabolica

У першій личинковій стадії ці богомоли харчуються зеленими падальними мухами, поступово розширюючи свій раціон. Основу раціону дорослих складають літаючі комахи: метелики, коники, джмелі, оси, бджоли і мухи. Можуть нападати на дрібних ящірок.
I. diabolica линяє 8 разів, останнє линяння настає зазвичай за 6 місяців. Після нього вони стають статевозрілими. Подальша тривалість життя цих комах залежить від статі: самиці живуть ще близько 6-8 місяців, а от самців з'їдають самиці під час спаровування.

## Поширення і статус
Ареал виду не особливо широкий і, на жаль, скорочується. Зустріти Idolomantis diabolica можна тільки на території Східної Африки: в Ефіопії, Сомалі, Кенії, Малаві, Танзанії та Уганді. Віддають перевагу вологим широколистим лісам і чагарникам.
Даних про стан і чисельність виду в ентомологів точних даних немає. Однак можна точно сказати, що популяція стрімко скорочується. Непоправної шкоди бісовим квіткам завдає вилов і торгівля на чорному ринку, попит на таких екзотичних комах надзвичайно високий.